# Lorenzo Rota
Lorenzo Rota (ur. 23 maja 1995 w Bergamo) – włoski kolarz szosowy.

## Osiągnięcia
Opracowano na podstawie:

2013
- 3. miejsce w Trofeo Guido Dorigo
- 2. miejsce w Giro di Basilicata
  - 1. miejsce w klasyfikacji młodzieżowej

2015
- 2. miejsce w Trofeo Alcide Degasperi
- 3. miejsce w Trofeo Internazionale Bastianelli
- 3. miejsce w Gran Premio di Poggiana

2022
- 2. miejsce w mistrzostwach Włoch (start wspólny)
- 1. miejsce w Czech Cycling Tour
  - 1. miejsce w klasyfikacji punktowej
  - 1. miejsce na 2. etapie
- 2. miejsce w La Polynormande
- 2. miejsce w Giro di Toscana

## Rankingi
| Rok             | 2015 | 2016  | 2017 | 2018  | 2019 | 2020 | 2021 | 2022 | 2023 | 2024 |
| --------------- | ---- | ----- | ---- | ----- | ---- | ---- | ---- | ---- | ---- | ---- |
| World Ranking   |      | 1740. | 831. | 1751. | 524. | 153. | 89.  | 48.  | 85.  | 162. |
| UCI Europe Tour | 202. | 1230. | 579. | 1155. | 402. | 126. | 75.  | 41.  | 68.  | 132. |
| UCI Asia Tour   | -    | -     | 524. | -     |      |      |      |      |      |      |
|                 |      |       |      |       |      |      |      |      |      |      |
| Źródło: UCI     |      |       |      |       |      |      |      |      |      |      |